# Zatrephes subflavescens
Zatrephes subflavescens är en fjärilsart som beskrevs av Rothschild 1909. Zatrephes subflavescens ingår i släktet Zatrephes och familjen björnspinnare. Inga underarter finns listade i Catalogue of Life.